# USS Illinois (BB-65)
Pour les autres navires du même nom, voir USS Illinois.
L’USS Illinois (BB-65) est un cuirassé de l'United States Navy, de la classe Iowa, dont la construction fut annulée à la fin de la Seconde Guerre mondiale en août 1945.